# Guanidinoazijnzuur
Guanidinoazijnzuur (ook guanidinoacetaat of glycocyamine genoemd) is een organische verbinding die van nature voorkomt in gewervelden, ook in de mens. Het is een metaboliet van glycine, waarin de aminogroep is omgezet in een guanidine.
Guanidinoazijnzuur is de rechtstreekse metabolische voorloper van creatine. Net zoals creatine wordt het in het lichaam gevormd maar het kan ook ingenomen worden via de voeding en meer bepaald via voedingssupplementen. Synthetisch guanidinoazijnzuur wordt ook toegevoegd aan diervoeder; in de Europese Unie is het toegelaten in voeder voor mestkippen, gespeende biggen en mestvarkens.

## Synthese
Guanidinoazijnzuur wordt bereid in de reactie van glycine en cyaanamide. Dit werd in de 19e eeuw voor het eerst beschreven door de Duitse scheikundige Adolph Strecker.

## Omzetting in creatine
De omzetting van guanidinoazijnzuur naar creatine gebeurt door bemiddeling van het enzym guanidinoacetaat N-methyltransferase (GAMT) in de lever. SAM wordt hierbij omgezet in SAH zoals in de onderstaande afbeelding is te zien. Mutaties van het GAMT-gen dat de instructies bevat voor het aanmaken van dit enzym, zijn de oorzaak van de (zeer zeldzame) erfelijke aandoening Guanidinoacetaat methyltransferase deficiëntie, die de hersens en spieren aantast. Ze leidt tot verlies van creatine en ophoping van guanidinoacetaat in de hersens.

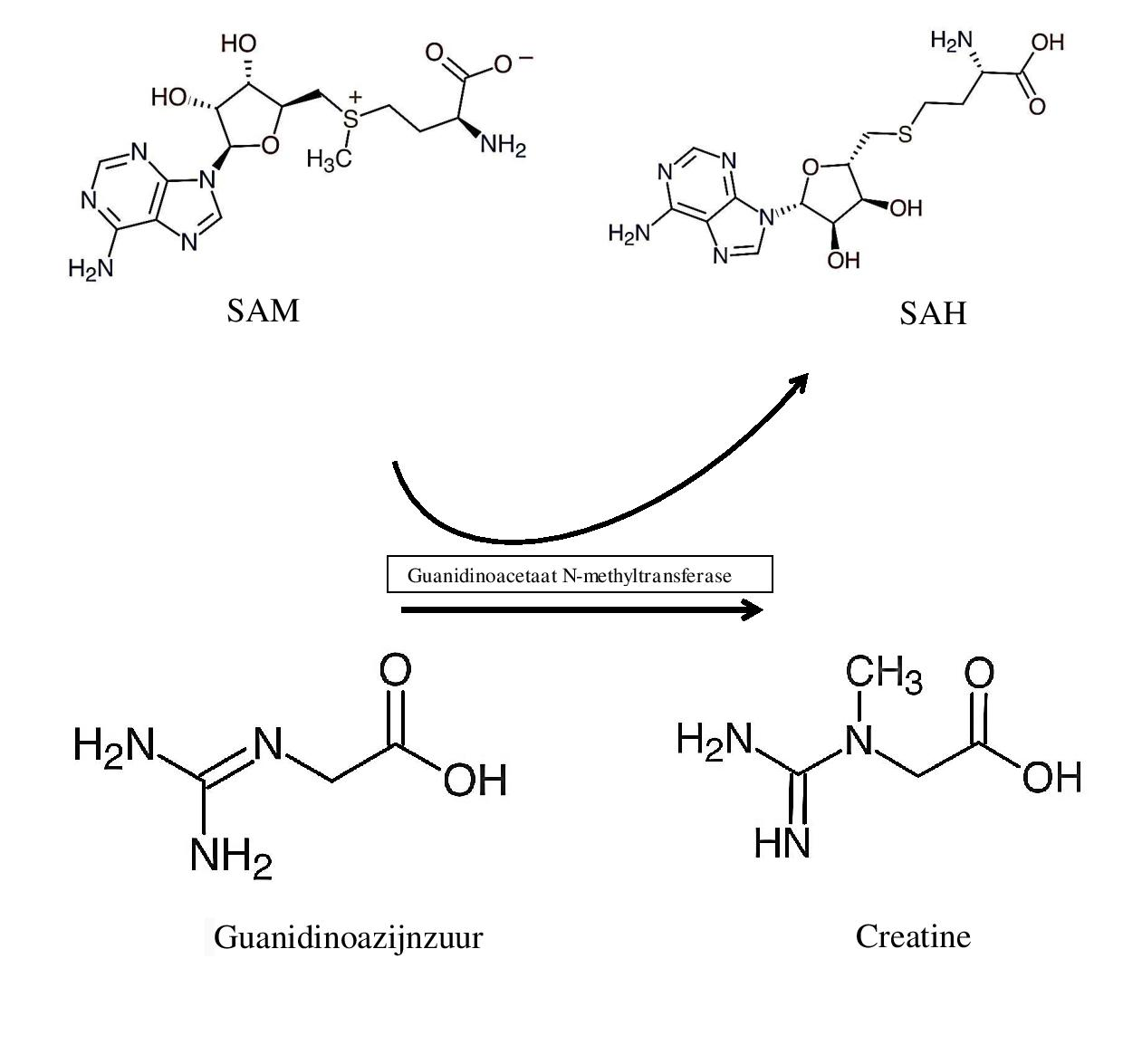
Demethylering van SAM